# Кинематограф Ирака
Кинематограф Ирака прошел через кризис во время режима Саддама Хусейна и отображает перемены, которые случились с Ираком в течение всего XX века. Война в Ираке, которая началась в 2003 году, оказала влияние на сюжет многих фильмов, как произведенных внутри Ирака, так и в международном кинематографе.

## История
Первый кинофильм был снят в Ираке в 1909 году. Однако до 20-х годов XX века кинематограф был непопулярным видом искусства. Первые кинотеатры демонстрировали в основном американские немые фильмы для британских граждан.
В 1940-е годы, при содействии иракского монарха Фейсала II, началась эпоха кинематографа. При поддержке британских и французских финансистов, кинокомпании утвердились в Багдаде. Багдадская студия была основана в 1948 году, но вскоре развалилась. Причиной развала стала напряженность в отношениях между арабскими и еврейскими кинематографистами. По большей части, продукт был чисто коммерческим, в основном снимали мелодрамы с большим количеством песен и танцев. Студия Мир искусства, которая была основана актёрами, достигла более серьезного результата. В 1955 году студия сняла фильм «Хассан», ставший иракской версией романа «Ромео и Джульетта». Картина получила международное признание. Однако, социально-значимых фильмов снималось крайне мало.
В 1959 году, когда правительство короля Фейсала II было свергнуто, новая власть сделала акцент на производство пропагандирующих документальных фильмов. После революции 1968 года, партия Баас, пришедшая к власти, поставила под контроль производство всех кинолент в Ираке.
Приход к власти Саддама Хусейна изменил вектор развития кинематографа. Производство кинокартин почти полностью изменилось. Немногие из тех фильмов, что были сняты в то время, мистифицировали историю Ирака или его лидера Саддама Хусейна. В 1981 году, в ходе Ирано-иракской войны, правительство Ирака поручило египетскому режиссёру Салаху Абу Сейфу снять фильм «Аль-Кадисия», повествующий о победе арабов над персами в 636 году н. э.
В 1980 году Хусейн способствовал появлению собственной мистификационной, автобиографической 6-часовой эпопеи. В саге рассказывалось об участии Хусейна в 1958 году в неудавшемся покушение на премьер-министра Абд аль-Карим Касима, и его последующем героическом побеге обратно в Тикрит. Интересно, что фильм был частично отредактирован режиссёром Теренсом Янгом, который сделал себе имя на ранних фильмов про Джеймса Бонда «Доктор Но» и «Шаровая молния». Хусейна играет Саддам Камель, двоюродный брат и зять Хусейна, который был убит солдатами диктатора в 1996 году.
После того, как Ирак напал на Кувейт, и последовавшие за этим событием Международно-правовые санкции сделали кинопроизводство в стране невозможным.

## Известные фильмы снятые в Ираке
- «Изгоняющий дьявола» (1973) — съемки в Хатре были использованы для начальной сцены фильма.
- «Долина волков: Ирак» (2006) — Действия фильма разворачиваются в северном Ираке во время оккупации Ирака.